# Джон (ураган, 1994)
Ураган Джон (англ. Hurricane John) або Тайфун Джон (англ. Typhoon John),  — був найдальшим тропічним циклоном, який коли-небудь спостерігався в усьому світі. Це також був найтриваліший тропічний циклон у світі на той час, поки його не перевершив циклон «Фредді» у 2023 році. Джон утворився під час тихоокеанського сезону ураганів 1994 року, який мав активність вище середнього через Ель-Ніньйо 1994–1995 років, і досяг свого піку як ураган 5 категорії за шкалою Саффіра–Сімпсона, що є найвищою категорією для ураганів.
Шлях цього тропічного циклону склав 13280 км й простягнувся зі сходу Тихого океану до заходу Тихого океану, та був пройдений за 31 день. Оскільки Джон існував у двох басейнах, він є одним з кількох тропічних циклонів, що мають назву як урагану, так і тайфуну. За тривалий час свого життя Джон практично не зустрів суші, завдавши лише незначних збитків на Гаваях та атол Джонстон.